# Marathon van Tokio 2013

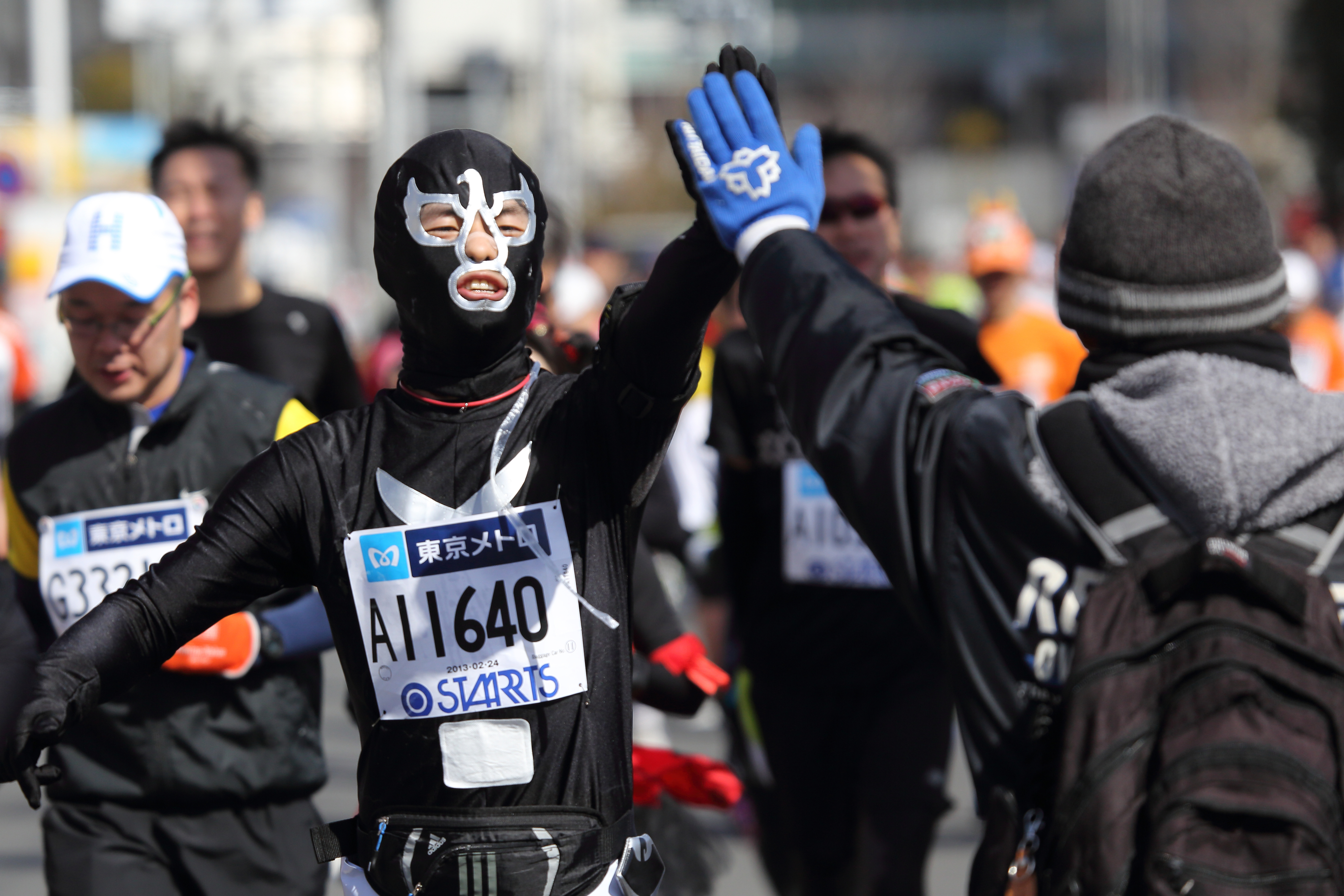
Uitgedoste deelnemer tijdens de wedstrijd

De marathon van Tokio 2013 werd gelopen op zondag 24 februari 2013. Het was de zevende keer dat de marathon van Tokio was opengesteld voor zowel mannen als vrouwen.
Bij de mannen was het de Keniaan Dennis Kimetto, die als eerste over de streep kwam in 2:06.50. Hij bleef de winnaar van 2012, Michael Kipyego, hiermee slechts acht seconden voor. Beide Kenianen bleven met deze tijden onder het vorige parcoursrecord van Viktor Röthlin, die dit sinds 2008 op zijn naam had staan.
De Ethiopische Aberu Kebede was het sterkst bij de vrouwen in 2:25.34.

## Uitslagen

### Mannen
| rang   | naam                 | land | tijd    |
| ------ | -------------------- | ---- | ------- |
| Goud   | Dennis Kimetto       | KEN  | 2:06.50 |
| Zilver | Michael Kipyego      | KEN  | 2:06.58 |
| Brons  | Bernard Kipyego      | KEN  | 2:07.53 |
| 4      | Kazuhiro Maeda       | JPN  | 2:08.00 |
| 5      | James Kwambai        | KEN  | 2:08.02 |
| 6      | Gilbert Kirwa        | KEN  | 2:08.17 |
| 7      | Feyisa Bekele        | ETH  | 2:09.05 |
| 8      | Dino Sefir           | ETH  | 2:09.13 |
| 9      | Takayuki Matsumiya   | JPN  | 2:09.14 |
| 10     | Jonathan Maiyo       | KEN  | 2:10.18 |
| 11     | Masato Imai          | JPN  | 2:10.29 |
| 12     | Gideon Kipketer      | KEN  | 2:10.41 |
| 13     | Soji Ikeda           | JPN  | 2:10.59 |
| 14     | Mekubo Mogusu        | KEN  | 2:11.02 |
| 15     | Taiga Ito            | JPN  | 2:11.15 |
| 16     | Satoru Sasaki        | JPN  | 2:11.28 |
| 17     | Chiharu Takada       | JPN  | 2:11.53 |
| 18     | Ahmed-Ibrahim Baday  | MAR  | 2:12.53 |
| 19     | Hiroki Tanaka        | JPN  | 2:13.09 |
| 20     | Norihide Fujimori    | JPN  | 2:13.11 |
| 21     | Ryotaro Nitta        | JPN  | 2:14.09 |
| 22     | Aissa-Ismail Rasheed | QAT  | 2:14.10 |
| 23     | Makoto Harada        | JPN  | 2:14.40 |
| 24     | Yasuyuki Nakamura    | JPN  | 2:14.41 |
| 25     | Yuya Shiokawa        | JPN  | 2:14.49 |

### Vrouwen
| rang   | naam                   | land | tijd    |
| ------ | ---------------------- | ---- | ------- |
| Goud   | Aberu Kebede           | ETH  | 2:25.34 |
| Zilver | Yeshi Esayias          | ETH  | 2:26.01 |
| Brons  | Irina Mikitenko        | GER  | 2:26.41 |
| 4      | Albina Mayorova        | RUS  | 2:26.51 |
| 5      | Yoshimi Ozaki          | JPN  | 2:28.30 |
| 6      | Helalia Johannes       | NAM  | 2:29.20 |
| 7      | Mika Yoshikawa         | JPN  | 2:30.20 |
| 8      | Nastassia Staravoitava | BLR  | 2:30.45 |
| 9      | Azusa Nojiri           | JPN  | 2:31.15 |
| 10     | Hiroko Yoshitomi       | JPN  | 2:31.28 |
| 11     | Shoko Shimizu          | JPN  | 2:32.43 |
| 12     | Hiroko Shoi            | JPN  | 2:33.21 |
| 13     | Bizunesh Bekele        | ETH  | 2:34.19 |
| 14     | Saki Tabata            | JPN  | 2:37.40 |
| 15     | Noriko Sato            | JPN  | 2:38.50 |
| 16     | Rina Yamazaki          | JPN  | 2:39.48 |
| 17     | Mitsuko Hirose         | JPN  | 2:42.20 |
| 18     | Ikue Tabata            | JPN  | 2:42.37 |
| 19     | Amanda Rice            | USA  | 2:42.44 |
| 20     | Ryo Kawahara           | JPN  | 2:44.24 |
| 21     | Caroline Kilel         | KEN  | 2:47.08 |
| 22     | Yuka Aoyama            | JPN  | 2:47.22 |
| 23     | Eri Suzuki             | JPN  | 2:48.32 |
| 25     | Toshiko Yoshikawa      | JPN  | 2:51.00 |

Tokyo International Marathon (alleen mannen)

1981 · 1982 · 1983 · 1984 · 1985 · 1986 · 1987 · 1988 · 1989 · 1990 · 1991 · 1992 · 1993 · 1994 · 1995 · 1996 · 1997 · 1998 · 1999 · 2000 · 2001 · 2002 · 2003 · 2004 · 2005 · 2006

Tokyo International Women's Marathon (alleen vrouwen)

1979 · 1980 · 1981 · 1982 · 1983 · 1984 · 1985 · 1986 · 1987 · 1988 · 1989 · 1990 · 1991 · 1992 · 1993 · 1994 · 1995 · 1996 · 1997 · 1998 · 1999 · 2000 · 2001 · 2002 · 2003 · 2004 · 2005 · 2006 · 2007 · 2008

Tokyo Marathon (beide)

2007 · 2008 · 2009 · 2010 · 2011 · 2012 · 2013 · 2014 · 2015 · 2016 · 2017 · 2018 · 2019 · 2020 · 2021 · 2022 · 2023 · 2024